# Partit Verd de Suïssa
El Partit Verd de Suïssa (alemany Grüne Partei der Schweiz; francès: Les vert-e-s – Parti écologiste suisse; italià I Verdi – Partito ecologista svizzero; romanx: La Verda – Partida ecologica svizra) és un partit polític de Suïssa. És el cinquè partit en el Consell Nacional de Suïssa, i el més gran dels no representats al Consell Federal de Suïssa.

## Història
El Partit Verd de Suïssa va ser fundat com un partit local el 1971 a la ciutat de Neuchâtel. El 1979 Daniel Brélaz va ser elegit al Consell Nacional com el diputat primer diputat verd a nivell nacional. En els anys següents es fundaren organitzacions locals i regionals de partits verds a les diverses ciutats.
El 1983 es crearen dos diferents federacions nacionals de partits verds; el maig, els diversos grups verds locals es van reunir a Friburg per formar la Federació de Partits Verds de Suïssa, i al juny, alguns grups alternatius d'esquerra van formar el «Partit Alternativa Verda de Suïssa» a Berna. El 1990 va fracassar un intent d'unificar aquestes organitzacions. Posteriorment, alguns dels grups de membres del Partit Alternativa Verda es va unir a la «Federació de Partits Verds», que s'ha convertit de facto en el Partit Verd nacional. El 1993 la «Federació de Partits Verds» va canviar el seu nom pel de Partit Verd de Suïssa.
El 1986 els dos primers membres verds d'un govern cantonal esdevingueren membres de la Regierungsrat de Berna. El 1987 el Partit Verd de Suïssa es va unir a la Federació Europea de Partits Verds. A la dècada de 1990, membres del Partit Verd es va convertir en alcaldes, membres de l'alt tribunal, i fins i tot enpresident d'un govern cantonal (Verena Diener el 1999).

## Polítiques
L'èmfasi tradicional de la política del partit rau en l'ambientalisme i la política de transport. En política exterior, els verds defensen l'obertura i el pacifisme. En política econòmica, els verds són de centreesquerra. La majoria dels verds donen suport a l'adhesió de Suïssa a la Unió Europea. En política d'immigració, els verds donen suport a les iniciatives d'integració per als immigrants. Els verds recolzen apujar els preus de l'energia. D'acord amb la seva política, els ingressos resultants haurien de ser assignats a la seguretat social pública.

## Resultats electorals
| Any  | Vots    | %    | Escons al CN | +/- | Escons al CE | +/- |
| ---- | ------- | ---- | ------------ | --- | ------------ | --- |
| 1979 | 11,583  | 0.6  | 1 / 200      |     | 0 / 46       |     |
| 1983 | 37,079  | 1.9  | 3 / 200      | 2   | 0 / 46       |     |
| 1987 | 94,378  | 4.9  | 9 / 200      | 6   | 0 / 46       |     |
| 1991 | 124,149 | 6.1  | 14 / 200     | 5   | 0 / 46       |     |
| 1995 | 96,069  | 5.0  | 8 / 200      | 6   | 0 / 46       |     |
| 1999 | 96,807  | 5.0  | 8 / 200      | =   | 0 / 46       |     |
| 2003 | 156,226 | 7.4  | 13 / 200     | 5   | 0 / 46       |     |
| 2007 | 222,206 | 9.6  | 20 / 200     | 7   | 2 / 46       | 2   |
| 2011 | 205,984 | 8.4  | 15 / 200     | 5   | 2 / 46       | =   |
| 2015 | 177,938 | 7.1  | 11 / 200     | 4   | 1 / 46       | 1   |
| 2019 | 319,988 | 13.2 | 28 / 200     | 17  | 5 / 46       | 4   |
| 2023 | 249,891 | 9.78 | 23 / 200     | 5   | 3 / 46       | 2   |